# Kōbu gattai
Il kōbu gattai (in giapponese 公武合体?, Unione della corte imperiale e dello shogunato) era un movimento politico dell'epoca bakumatsu che mirava a rafforzare il Giappone contro la minaccia straniera attraverso un accordo tra lo shogunato Tokugawa, alcuni importanti domini feudali e la corte imperiale giapponese.

## Storia
Dopo la spedizione Perry del 1853 e soprattutto dopo la firma del trattato di Harris con gli Stati Uniti nel 1858, l'incapacità dello shogunato Tokugawa di raggiungere un consenso su come affrontare le richieste straniere di porre fine alla politica sakoku di isolamento e gestire la firma di trattati ineguali spinse i membri dell'aristocrazia kuge a intromettersi nella politica nazionale e a incontrarsi a Kyoto con i membri dei vari domini feudali.
Nel 1858 lo shogunato guidato dal tairō Ii Naosuke tentò di porre fine a questa collusione tra i daimyō e la corte imperiale. A questo scopo, con la “Purga Ansei", procedette all'epurazione di coloro che non sostenevano la sua autorità e le sue politiche commerciali estere e, nel contempo, cercò di formare legami più stretti con la corte imperiale, proponendo un matrimonio politico tra lo shogun Tokugawa Iemochi e la sorella dell'imperatore, la principessa Kazunomiya.
In seguito all'omicidio di Ii Naosuke nel 1860 e al tentativo di assassinio del suo successore Andō Nobumasa, la politica del kōbu gattai passò in secondo piano. Fu fortemente contrastata dai sostenitori del movimento sonnō jōi, che cercavano di rovesciare lo shogunato e ripristinare il potere politico dell'imperatore, nonché da importanti daimyō, come Shimazu Hisamitsu del dominio di Satsuma e Matsudaira Shungaku del dominio di Fukui, che cercavano una proposta di compromesso in base alla quale il clan Tokugawa avrebbe mantenuto una certa egemonia in un sistema parlamentare di tipo europeo. Nonostante queste opposizioni, il matrimonio tra lo shogun Tokugawa Iemochi e la principessa Kazunomiya ebbe luogo nel 1862. Nel 1866 Tokugawa Iemochi morì e nel 1868 la guerra Boshin e il rinnovemanto Meiji resero irrilevante la politica del kōbu gattai.